# Carlo Oppizzoni
Carlo Oppizzoni, italijanski rimskokatoliški duhovnik, škof in kardinal, * 15. april 1769, Milano, † 13. april 1855, Bologna.

## Življenjepis
25. maja 1793 je prejel duhovniško posvečenje.
20. septembra 1802 je bil imenovan za nadškofa Bologne in naslednji dan je prejel škofovsko posvečenje. S tega položaja je odstopil 31. maja 1831.
26. marca 1804 je bil povzdignjen v kardinala in imenovan za kardinal-duhovnika S. Bernardo alle Terme; 8. julija 1839 je bil imenovan še za S. Lorenzo in Lucina.